# Daniel Opare
Daniel Opare, né le 18 octobre 1990 à Accra au Ghana, est un footballeur international ghanéen qui joue au poste d'arrière droit.

## Carrière

### En club
En 2008, Opare signe un contrat de quatre ans au Real Madrid, mais le joueur est utilisé en équipe B et il évolue jusqu'en 2010 au sein du Real Madrid Castilla.
Le 1er juillet 2010, alors qu'il est convoité par Liverpool, West Ham, l'Olympique lyonnais, le PSV Eindhoven, le VfL Wolfsburg et le FC Bruges, il signe un contrat de trois ans plus un an en option au Standard de Liège. Ce transfert a été rendu possible grâce à l'accord de collaboration signé en 2008, entre le Standard et le Real Madrid.
À la fin de son contrat avec le club belge, Daniel Opare rejoint le FC Porto. Le 22 janvier 2015, il est prêté jusqu'à la fin de la saison au club turc du Beşiktaş JK.

### En sélection
En 2007, le défenseur latéral droit se révèle à la Coupe du monde des moins de 17 ans 2007 en Corée du Sud, ou son équipe, les Black Starlets est battue en demi-finale par l'Espagne.
À la suite de ses bonnes performances lors de ce tournoi, Claude Le Roy l'appelle en équipe A pour un match amical face au Togo le 18 novembre 2007. Cette convocation tombe trois semaines après son 17e anniversaire, mais Opare n'entre pas au jeu.
Claude Le Roy garde un œil sur lui, et le place dans une présélection de 27 joueurs pour la coupe d'Afrique des nations de football 2008 qui se déroule au Ghana. Le joueur est retiré de la sélection quelques jours plus tard, à cause d'une blessure à la cheville.
Daniel Opare compte 20 sélections en équipe du Ghana des moins de 20 ans avec qui il remporte la Coupe du monde des moins de 20 ans 2009.

## Palmarès

### En sélection
- Vainqueur de la Coupe du monde des moins de 20 ans en 2009 avec le Ghana.

### En club
Standard de Liège
- Vice-champion de Belgique en 2011 et 2014.
- Vainqueur de la Coupe de Belgique en 2011.

 Royal Antwerp Football Club
- Coupe de Belgique
  - Vainqueur :  2020

## Statistiques
| Saison                | Club                  | Championnat           | Championnat | Championnat | Coupe(s) nationale(s) | Coupe(s) nationale(s) | Compétition(s) continentale(s) | Compétition(s) continentale(s) | Compétition(s) continentale(s) | Ghana | Ghana | Total | Total |
| Saison                | Club                  | Division              | M.          | B.          | M.                    | B.                    | Comp.                          | M.                             | B.                             | M.    | B.    | M.    | B.    |
| 2006-2007             | Ashanti Gold          | PFL                   | 13          | 4           | -                     | -                     | -                              | -                              | -                              | -     | -     | 13    | 4     |
| 2007-2008             | CS Sfaxien            | LP1                   | 21          | 6           | -                     | -                     | -                              | -                              | -                              | -     | -     | 21    | 6     |
| 2008-2009             | Real Madrid Castilla  | Segunda División B    | 5           | 0           | -                     | -                     | -                              | -                              | -                              | -     | -     | 5     | 0     |
| 2009-2010             | Real Madrid Castilla  | Segunda División B    | 1           | 0           | -                     | -                     | -                              | -                              | -                              | -     | -     | 1     | 0     |
| 2010-2011             | Standard de Liège     | Jupiler Pro League    | 33          | 0           | 6                     | 1                     | -                              | -                              | -                              | 3     | 0     | 42    | 1     |
| 2011-2012             | Standard de Liège     | Jupiler Pro League    | 16          | 0           | 3                     | 0                     | C1+C3                          | 2+6                            | 0+0                            | 6     | 0     | 33    | 0     |
| 2012-2013             | Standard de Liège     | Jupiler Pro League    | 13          | 0           | 1                     | 0                     | -                              | -                              | -                              | 1     | 0     | 15    | 0     |
| 2013-2014             | Standard de Liège     | Jupiler Pro League    | 30          | 0           | 1                     | 0                     | C3                             | 8                              | 0                              | 7     | 0     | 46    | 0     |
| 2014-2015             | FC Porto B            | Segunda Liga          | 2           | 0           | -                     | -                     | -                              | -                              | -                              | -     | -     | 2     | 0     |
| 2014-2015             | Beşiktaş JK (prêt)    | Süper Lig             | 6           | 1           | 2                     | 0                     | C3                             | 3                              | 0                              | -     | -     | 11    | 1     |
| 2015-2016             | FC Augsbourg          | Bundesliga            | 4           | 0           | -                     | -                     | -                              | -                              | -                              | -     | -     | 4     | 0     |
| 2016-2017             | FC Augsbourg          | Bundesliga            | -           | -           | 1                     | 0                     | -                              | -                              | -                              | -     | -     | 1     | 0     |
| 2016-2017             | RC Lens (prêt)        | Ligue 2               | 7           | 0           | -                     | -                     | -                              | -                              | -                              | -     | -     | 7     | 0     |
| 2017-2018             | FC Augsbourg          | Bundesliga            | 17          | 0           | -                     | -                     | -                              | -                              | -                              | 1     | 0     | 18    | 0     |
| 2018-2019             | Royal Antwerp FC      | Division 1A           | 1           | 0           | 0                     | 0                     | -                              | -                              | -                              | 1     | 0     | 2     | 0     |
| Total sur la carrière | Total sur la carrière | Total sur la carrière | 169         | 11          | 14                    | 1                     | -                              | 19                             | 0                              | 18    | 0     | 220   | 12    |